# Bataille de Dreux (1562)
Pour les articles homonymes, voir Bataille de Dreux.
Première guerre de religion
Batailles
Guerres de Religion en France
Prélude
- Mérindol (1545)
- Amboise (1560)
- Colloque de Poissy (1561)

Première guerre de Religion (1562-1563)
- Édit de Saint-Germain (1562)
- Massacre de Wassy (1562)
- Toulouse (1562)
- Vergt (1562)
- Rouen (1562)
- Dreux (1562)
- Orléans (1563)
- Paix d'Amboise (1563)

Deuxième guerre de Religion (1567-1568)
- Surprise de Meaux (1567)
- Michelade (1567)
- Saint-Denis (1567)
- Chartres (1568)
- Paix de Longjumeau (1568)

Troisième guerre de Religion (1568-1570)
- Jarnac (1569)
- La Roche-l'Abeille (1569)
- Poitiers (1569)
- Orthez (1569)
- Montcontour (1569)
- Pamproux (1569)
- Saint-Jean-d'Angély (1569)
- Arnay-le-Duc (1570)
- Rabastens (1570)
- Paix de Saint-Germain-en-Laye (1570)

Quatrième guerre de Religion (1572-1573)
- Saint-Barthélemy (1572)
- Sancerre (1572-1573)
- Sommières (1573)
- La Rochelle (1573)

Cinquième guerre de Religion (1574-1576)
- Dormans (1575)
- Édit de Beaulieu (1576)

Sixième guerre de Religion (1577)
- Paix de Bergerac (1577)
- Édit de Poitiers (1577)

Septième guerre de Religion (1579-1580)
- Traité de Nérac (1579)
- Paix du Fleix (1580)

Huitième guerre de Religion (1585-1598) 
Guerre des Trois Henri

- Traité de Joinville (1584)
- Édit de Nemours (1585)
- Jarrie (1587)
- Coutras (1587)
- Vimory (1587)
- Auneau (1587)
- Journée des Barricades (1588)
- Arques (1589)
- Ivry (1590)
- Paris (1590)
- Journée des Farines (1591)
- Chartes (1591)
- Poncharra (1591)
- Châtillon (1591)
- Rouen (1591-1592)
- Craon (1592)
- Port-Ringeard (1593)
- Fort Crozon (1594)
- Fontaine-Française (1595)
- Doullens (1595)
- Amiens (1597)
- Édit de Nantes (1598)

Rébellions huguenotes (1621-1629)
- Saumur (1621)
- Saint-Jean-d'Angély (1621)
- La Rochelle (1621)
- Montauban (1621)
- Riez (1622)
- Royan (1622)
- Sainte-Foy (1622)
- Nègrepelisse (1622)
- Saint-Antonin (1622)
- Montpellier (1622)
- Saint-Martin-de-Ré (1622)
- Traité de Montpellier (1622)
- Blavet (1625)
- Île de Ré (1625)
- Traité de Paris (1626)
- Saint-Martin-de-Ré (1627)
- La Rochelle (1627-1628)
- Privas (1629)
- Alès (1629)
- Montauban (1629)
- Paix d'Alès (1629)

Révocation de l'édit de Nantes (1685)
Le 19 décembre 1562, sous la régence de Catherine de Médicis, la campagne sud de la ville de Dreux est le théâtre du premier choc important des guerres de religion entre les troupes protestantes du prince de Condé et de l'amiral de Coligny et l’armée catholique et royale dirigée par le « triumvirat » composé du connétable de Montmorency, du duc de Guise et de Jacques d'Albon de Saint-André, ancien favori d'Henri II, maréchal de France et premier gentilhomme de la Chambre.

## Contexte
Après une escalade de tensions et de provocations de part et d’autre, la première guerre de religion est provoquée par le massacre de Wassy, en mars 1562. Une prise d’armes des huguenots a lieu immédiatement, et ils se rendent maîtres de nombreuses villes. Cependant, les protestants de Guyenne sont vaincus (prise de Poitiers et de Bourges par le maréchal de Saint-André, défaite de Duras à Targon en juillet, et surtout à Vergt, en octobre).
Condé fait appel à l’étranger, et obtient l’aide de l’Angleterre dans sa lutte contre le pouvoir royal. Il recrute aussi des mercenaires allemands, et échoue à récupérer des Suisses, fidèles à l'armée catholique depuis 1516.

## Campagne
À la mi-novembre 1562, l'armée protestante mène plusieurs attaques sur les faubourgs parisiens mais ne peut assiéger la capitale, faute d'effectifs suffisants. À la mi-décembre, devant la menace d'une contre-attaque de l'armée royale, Condé et Coligny lèvent le camp. Ils pensent un temps se replier au sud et attaquer Chartres, mais les impératifs logistiques les poussent à remonter sur Le Havre, en Normandie, où se trouve le fonds anglais destiné à payer les mercenaires allemands. La décision est prise le 16 décembre, dans le petit village d'Ablis. Condé et Coligny étaient alors en désaccord sur la stratégie à suivre. Faute de moyens, l'armée protestante est en effet victime de désertion et d’indiscipline, ce qui pousse ces chefs à manœuvrer ainsi.

## Composition des armées
Les troupes au moment de la bataille de Dreux sont composées, du côté protestant, de 13 000 hommes, dont 5 000 cavaliers et le reste en infanterie, et du côté de l'armée royale de 18 000 hommes, dont 2 500 cavaliers. Ces troupes étaient composées en majorité d'étrangers, puisqu'il y avait essentiellement des Allemands du côté huguenot (entre 4 000  et   5 000 lansquenets, et 2 500 reîtres), mais aussi dans l'autre camp (4 000 lansquenets allemands). À cela s'ajoutent les troupes suisses en très grand nombre du côté de l’armée royale, environ 6 000 hommes, mais aussi espagnoles, avec un effectif de 2 000 soldats.
Concernant les effectifs français, il y avait 36 compagnies d’ordonnance de grosse cavalerie de 50 lances, 22 enseignes d’hommes de pied gascons et 17 enseignes d’infanterie bretonnes et picardes du côté de l’armée royale ; en face, les protestants avaient dans leurs rangs 800 cavaliers, 6 enseignes d’arquebusiers et 14 enseignes d’hommes de pied français.
Ces deux armées se rencontrent sur l'actuelle commune de Marville-Moutiers-Brûlé au sud-est de Dreux le 19 décembre 1562 : sont notamment concernés le bourg de Marville, les hameaux  de Blainville et d'Imbermais, ainsi que le lieu-dit Montmousset

## Déroulement

### Ordonnance

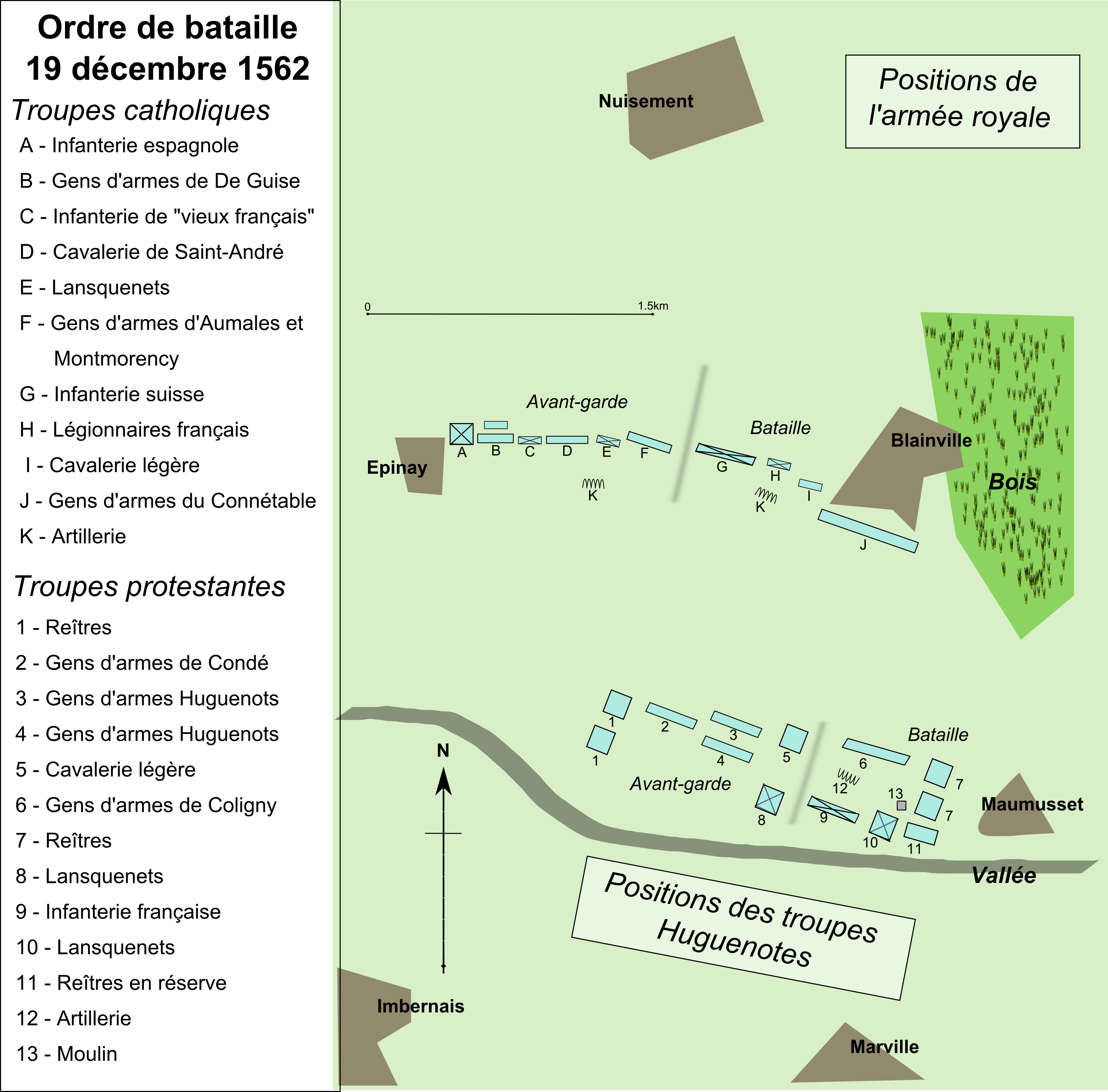
Ordre de bataille des deux armées, au sud-est de Dreux.

Les troupes catholiques se positionnent au matin du 19 décembre sur le champ de bataille, qui est une grande plaine s'étendant entre Nuisement au nord, l'Épinay à l'ouest, Blainville à l'est, Montmousset au sud-est, Imbermais et Marville au sud. La ligne de front que constituent les troupes du duc de Guise mesure un peu plus de 1 kilomètre et demi, et s'étend entre l'Épinay et Blainville. L'objectif est alors de barrer la route aux troupes protestantes du Prince de Condé, et de le forcer à engager la bataille, que l'Amiral de Coligny pensait pourtant évitable. En effet, la plaine est l'espace de prédilection des charges de cavalerie et il semblait peu probable que l'armée catholique, essentiellement composée d'infanterie (dont plus de 5 000 mercenaires suisses) ne se risque d'après lui en terrain découvert. François de La Noue rapporte que la bataille commença deux heures après le positionnement des troupes, et qu'aucune escarmouche n'eut lieu si ce n'est une charge de l'infanterie légère protestante, des argoulets, qui fut arrêtée par l'artillerie catholique. Après cela, les deux blocs entrent en collision, vers midi. Anne de Montmorency est décrit comme impatient d'affronter les troupes protestantes de Coligny, et serait celui qui initia la charge catholique,.

### Première charge
Masquant les possibilités de son artillerie avec ses troupes, Anne de Montmorency est fait prisonnier dès la première charge, après avoir essuyé un coup de coutelas, un tir de pistolet au visage et manqué de se faire exécuter par des mercenaires allemands protestants. À ce moment-là, l'armée de Condé cible avant tout le bataillon suisse, qui essuie à la fois les charges des formations de cavalerie française, mais aussi les tirs violents des reîtres allemands, qui tirent à bout portant sur ces carrés de piquiers. C'est une déroute pour les forces catholiques, et les hommes du connétable fuient, poursuivis par les troupes de Condé et de Coligny, ainsi que par des cornettes de mercenaires susmentionnés,.

### Seconde charge
La seconde charge est la poursuite de la première, les bataillons suisses résistant très bien aux assauts protestants, mais ne pouvant intervenir autre part. François de Guise, Saint-André et leurs troupes ne se sont pas encore engagés dans la bataille, constituant au niveau de l'aile droite de la ligne initiale un effectif catholique toujours en ordre de bataille. La victoire, d'après les chroniqueurs, s'oriente plus vers le camp protestant à ce moment-là du conflit, plus d'1h30 après son commencement,.

### Troisième charge
La troisième charge annonce un changement dans les perspectives de victoire des protestants. François de La Noue souligne dans son analyse de la bataille les pratiques de pillages des bagages catholiques par les troupes protestantes, et particulièrement les reîtres, dont certains ont atteint Nuisement. Les bataillons de l'aile droite catholique entament leur assaut, commandés par le duc de Guise et d'Albon de Saint-André. Les troupes protestantes se dispersent, certaines fuyant, d'autres essayant de se rallier dans les bois les plus proches. Le Prince de Condé est pris au cours de cette phase par un noble français, ce qui laisse l'amiral de Coligny tout seul à la tête des troupes. L'artillerie, à ce moment-là de la bataille, n'est plus du tout utilisée. Elle servait en réalité à l'époque à couvrir les retraites, plutôt qu'à un tir nourri. La prise des enseignes d'artillerie était cependant lourde de symbolique car ces pièces coûtaient des fortunes aux armées,.

### Quatrième charge et retraite

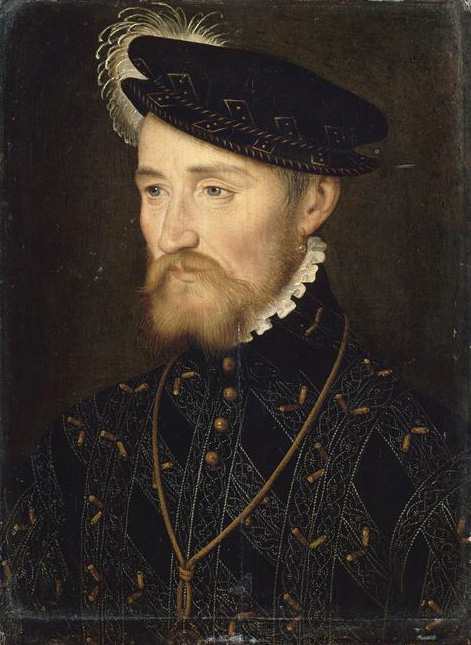
Le duc François de Guise, chef catholique dans la bataille de Dreux.

La quatrième et dernière charge intervient après plus de 3h30 de combat. Elle conforte la domination du duc de Guise sur les troupes protestantes, désormais privées du commandement du prince de Condé. Dans la débâcle protestante est toutefois tué l'un des chefs du triumvirat catholique, Jacques d'Albon de Saint-André.
L'amiral de Coligny sonne la retraite et ses troupes survivantes se retirent du champ de bataille vers le sud, sans être poursuivies par les troupes catholiques. Plus de 8 000 morts gisent sur le champ de bataille à la nuit tombante, 4h après le commencement des hostilités.
Le prince de Condé, otage du Duc de Guise, reçoit un traitement particulièrement attentionné et partage même le lit de ce dernier, dans une grange de Nuisement, après la bataille. Cela témoigne de ce renouveau de l'idéal chevaleresque au XVIe siècle, traité par l'historien Benjamin Deruelle, et est l'occasion d'une mise à l'écrit par ces élites (dont fait partie François de La Noue) de ce qu'est la bonne guerre dans ces guerres de Religion.
Le déroulement détaillé de la bataille a été transcrit dans un ouvrage de type "histoire-bataille" de 1880, L'année 1562 et la bataille de Dreux, rédigé par un militaire, Raymond de Coynart. Il constitue encore aujourd'hui la source de référence concernant l'étude des phases et de la topographie du lieu de la bataille, et est cité en tant que tel par les historiens Benjamin Deruelle et James B. Wood dans leurs études de cet affrontement.

## Conséquences
Les Suisses perdent dans la bataille beaucoup d'hommes, (300 soldats et 21 officiers), et leur rôle dans cette dernière fut exalté par Charles IX, mais aussi par les chroniqueurs de l’époque comme François de La Noue, chef huguenot, présent pendant la bataille.
À l’issue de cet affrontement particulièrement sanglant qui laisse plus de 8 000 victimes sur le terrain, les catholiques l’emportent sur les protestants. La bataille permet à l'armée royale de mettre le siège devant Orléans.
À long terme, c’est surtout Catherine de Médicis qui tire profit de la bataille : le « triumvirat » est rompu, avec la mort de Jacques d'Albon de Saint-André et la captivité de Montmorency. L’assassinat du duc de Guise au siège d’Orléans, le 24 février 1563, achève de la délivrer des principaux chefs de guerre. Elle signe l’édit de pacification d’Amboise le 19 mars, qui autorise le culte réformé, essentiellement aux nobles. Une nouvelle guerre de religion éclate quatre ans plus tard, due en partie à la fragilité de cet édit, et aux intrigues politiques autour de la personne du roi.

## Gravures de Tortorel et Perrissin du déroulement de la bataille
Ces gravures ont été réalisées par Tortorel et Perrissin et publiées en 1570, avant d'être reprises dans d'autres langues, notamment en allemand (vraisemblablement par Frans Hogenberg). Ces copies sont parfois inversées, le processus de reproduction ayant été effectué directement sur le dessin original,.

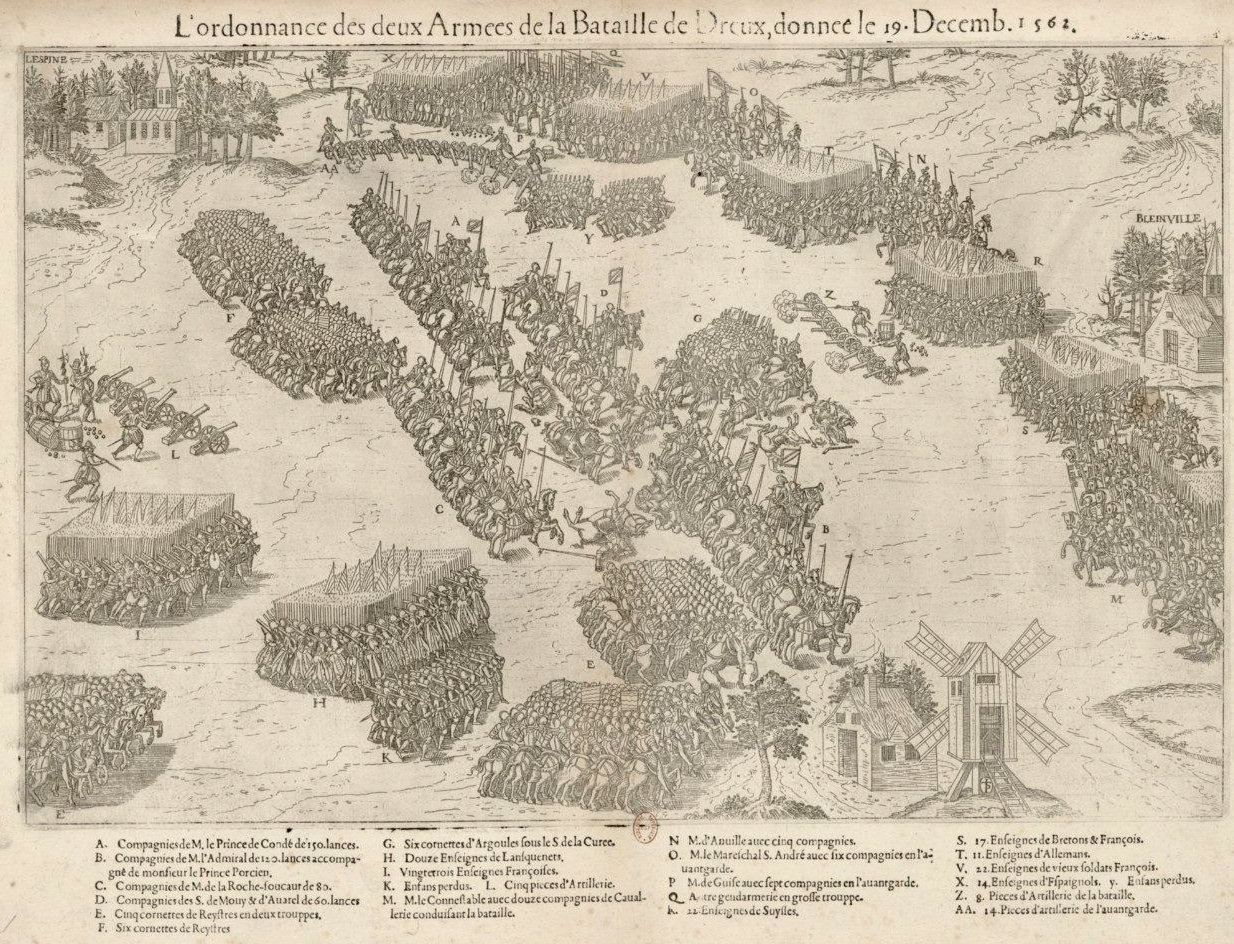
Ordre de bataille.
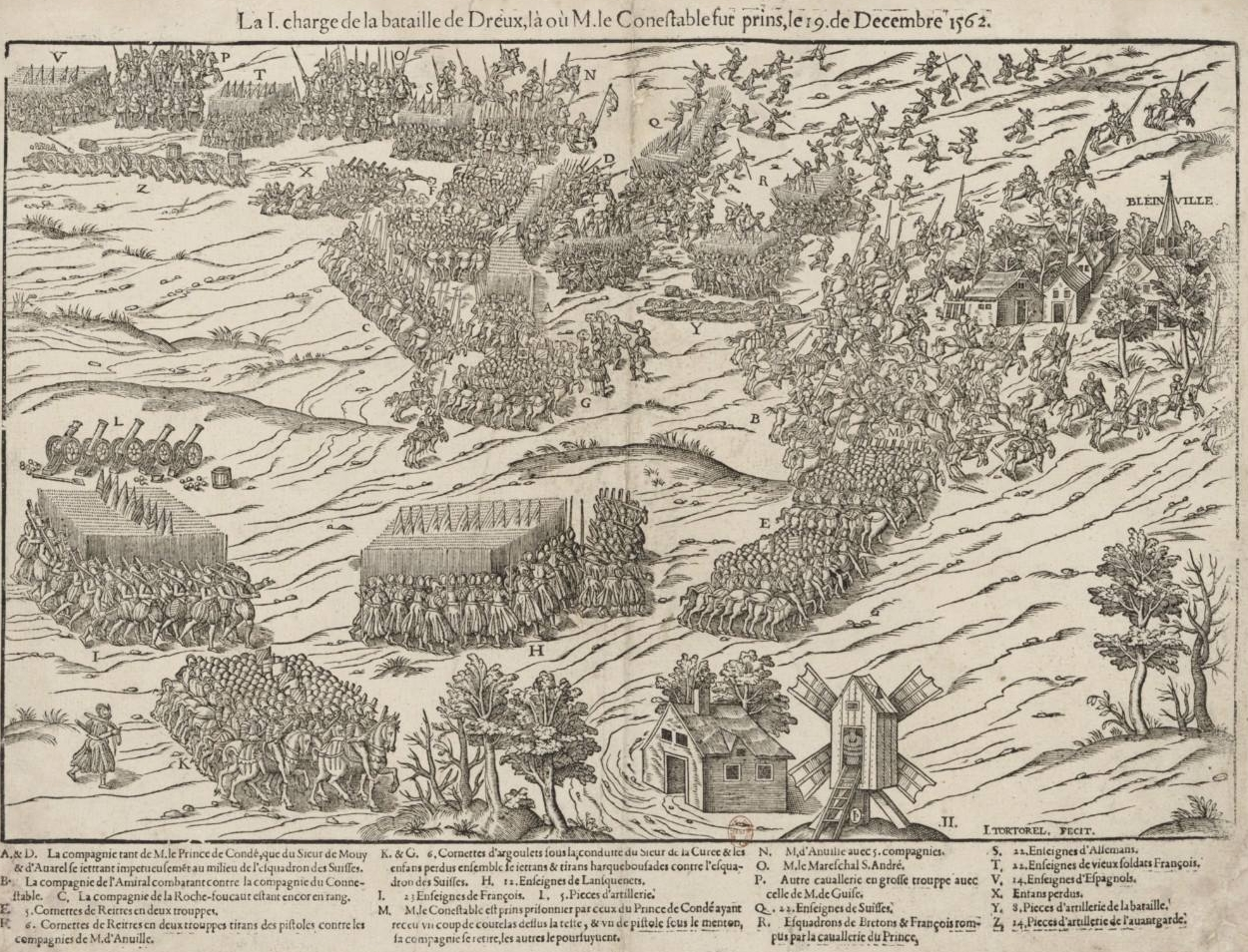
Première charge, prise de Montmorency.
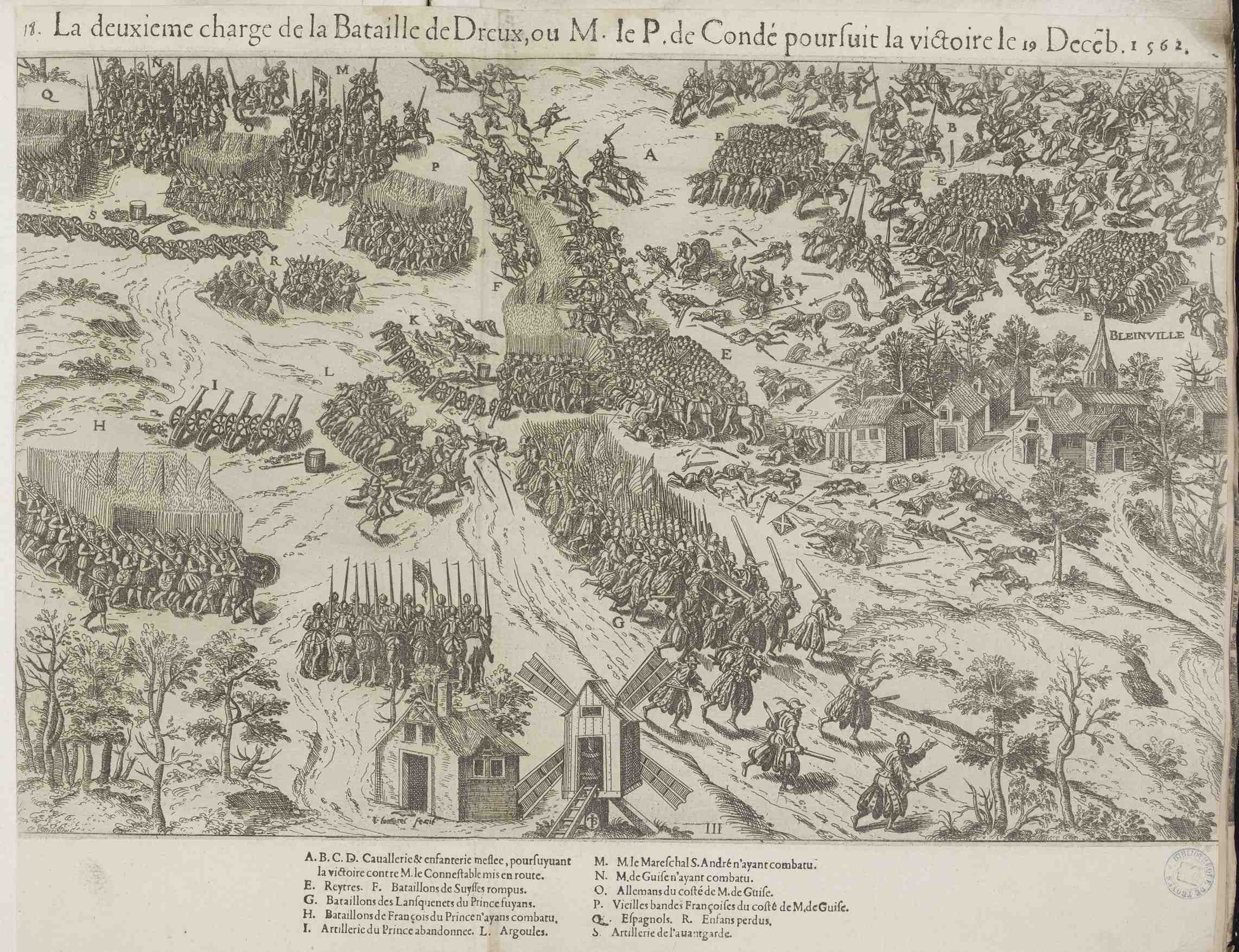
Deuxième charge.
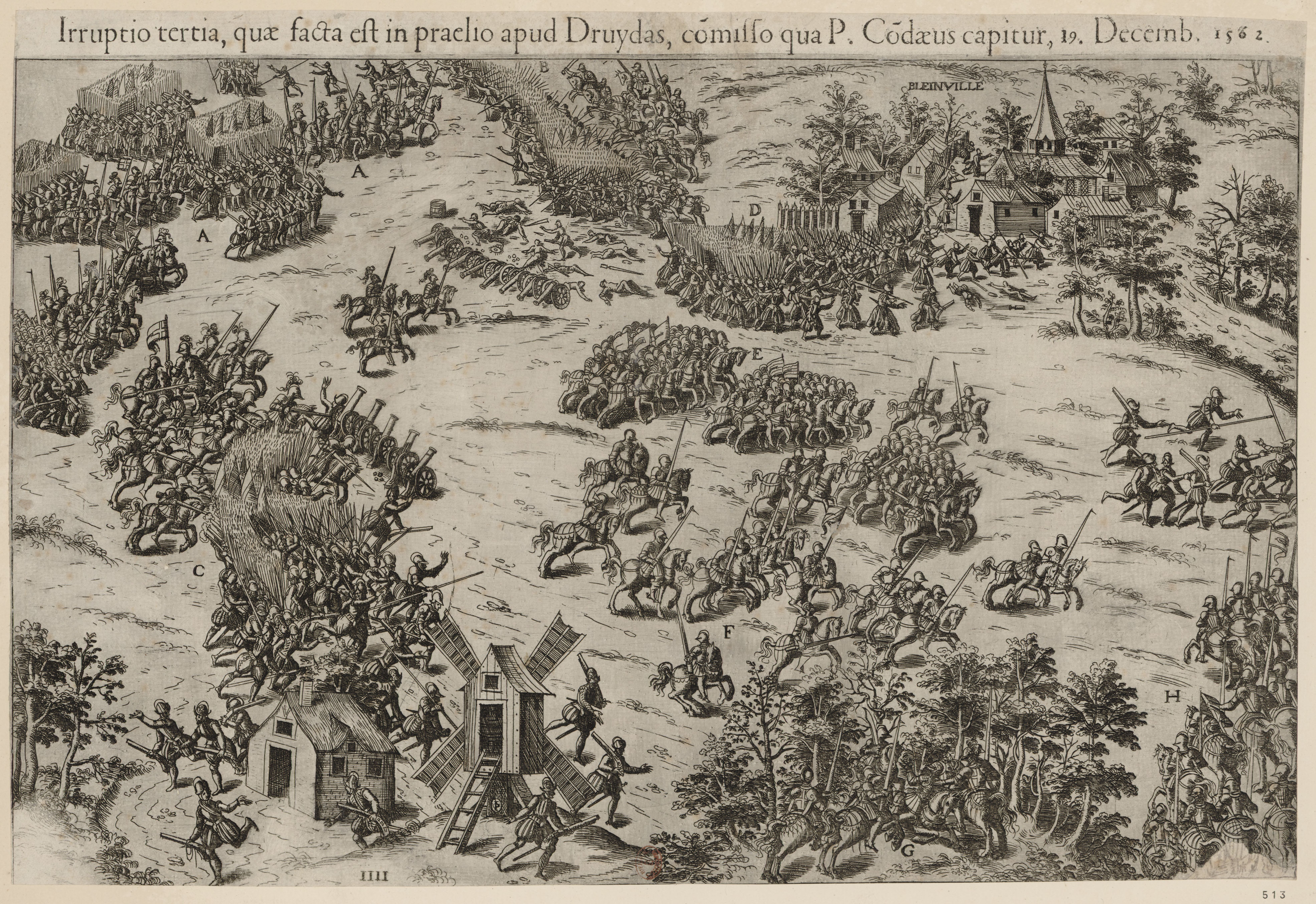
Troisième charge, prise de Condé.
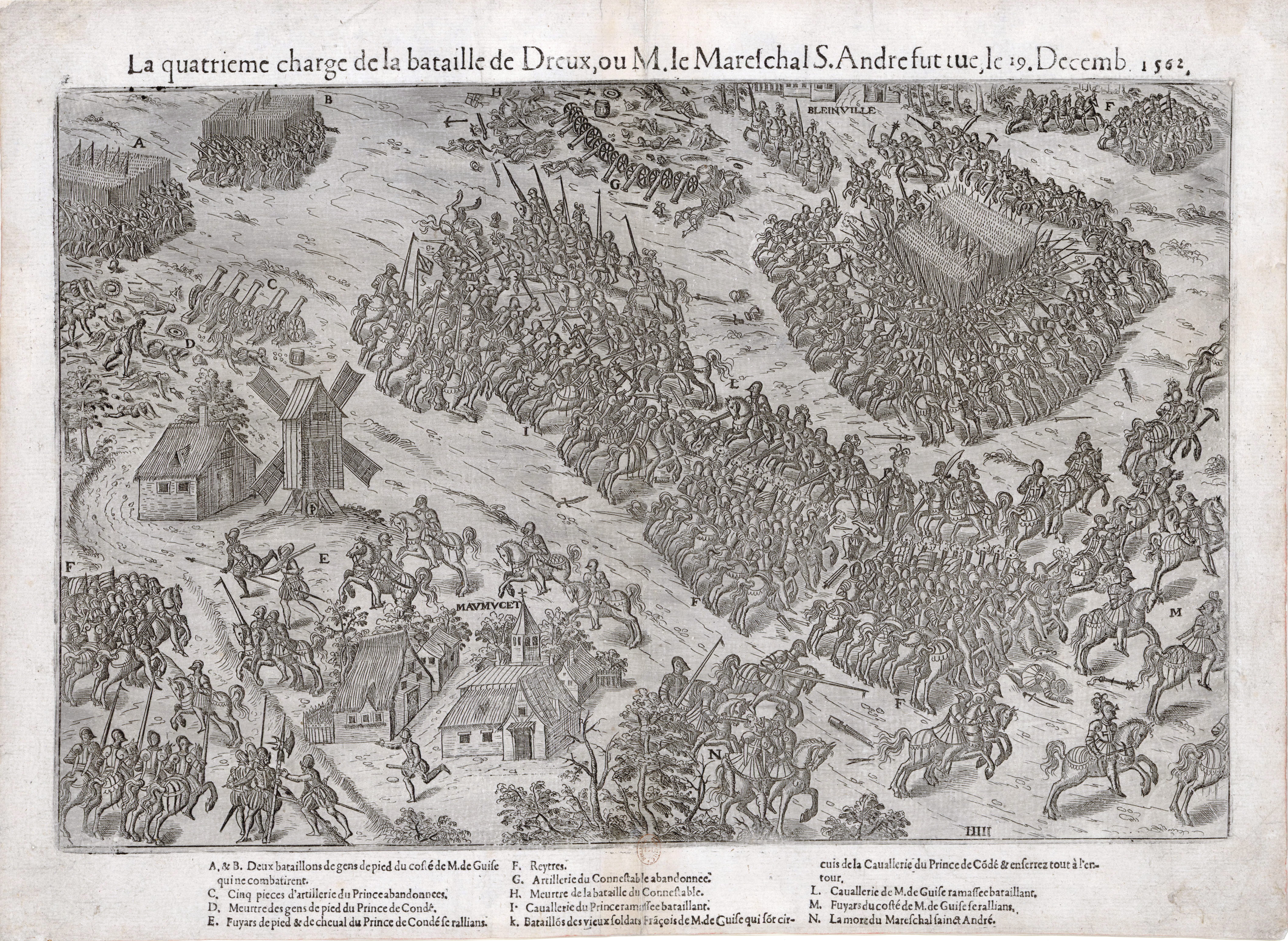
Quatrième charge, mort de Saint-André.
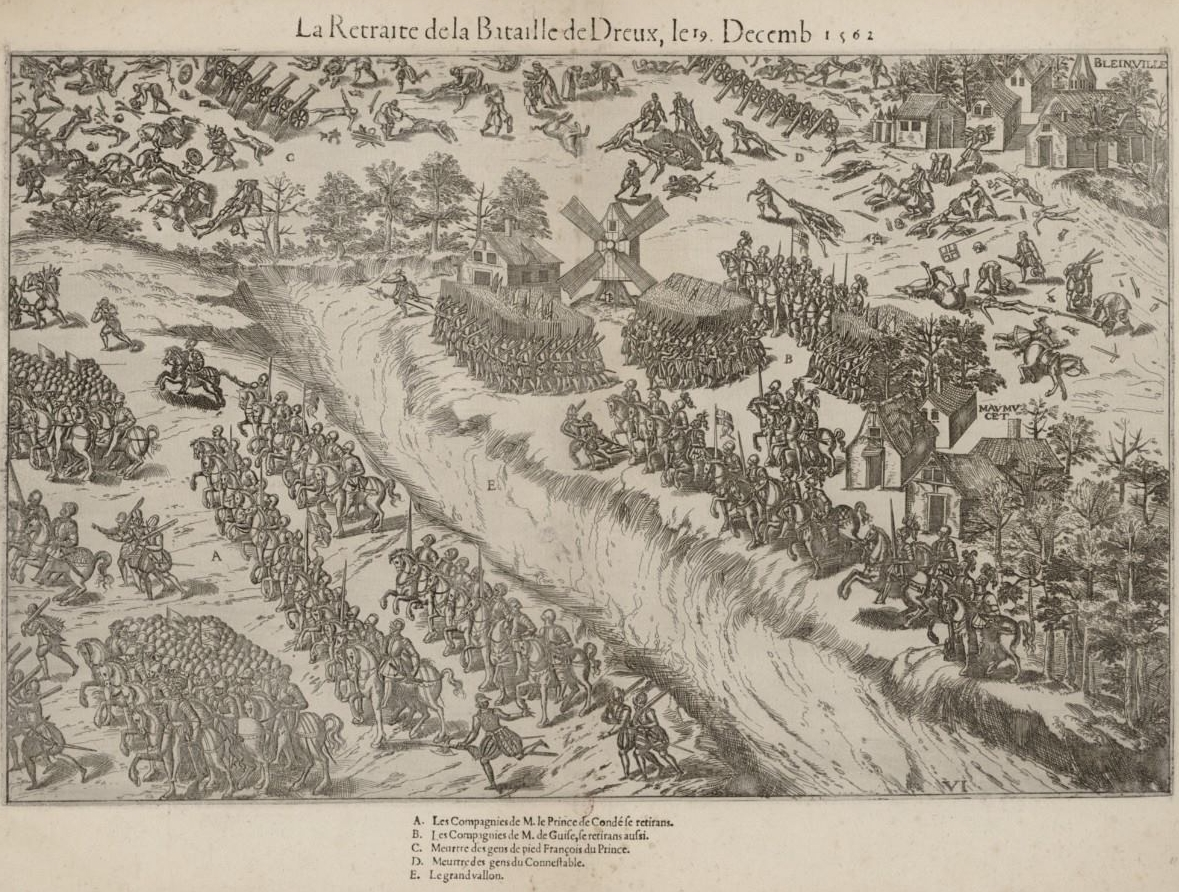
Retraite des armées.

## Voir aussi

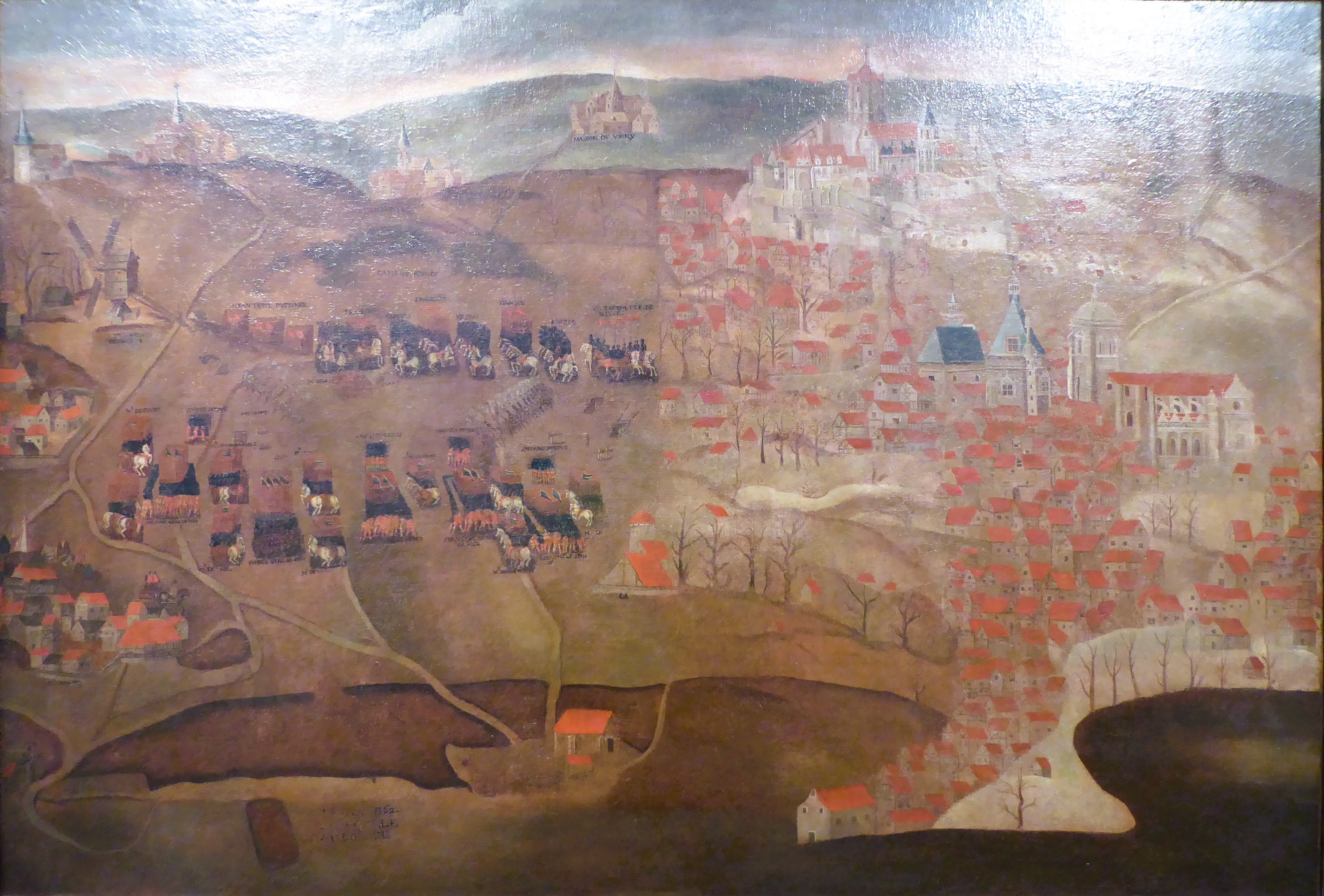
Bataille de Dreux de 1562, anonyme, 1er quart du XVIIe siècle ?, musée d'Art et d'Histoire de Dreux.